# Perula
Perula is een geslacht van vlinders van de familie snuitmotten (Pyralidae).

## Soorten
- P. ambahonalis Marion & Viette, 1956
- P. ankaratralis Marion & Viette, 1956
- P. apicalis (Hampson, 1916)
- P. asopialis Mabille, 1900
- P. occidentalis Viette, 1960